# Route der Industriekultur Rhein-Main

Logo der Route der Industriekultur Rhein-Main

Die Route der Industriekultur Rhein-Main ist ein Projekt, Denkmäler der Industriegeschichte im Rhein-Main-Gebiet zu erschließen. Einer der maßgeblichen Initiatoren dieses Projekts ist der Rüsselsheimer Museumskurator Peter Schirmbeck. Das Projekt Route der Industriekultur Rhein-Main wird durch die KulturRegion Frankfurt RheinMain gGmbH geleitet.
Die Industrieroute ist Teil des EU-Projekts Nachhaltige und zugängliche Stadtlandschaften (Sustainable and Accessible Urban Landscapes).

## Veranstaltungen

### Tage der Industriekultur Rhein-Main
Zwischen 2003 und 2013 fand in der letzten Sommerferienwoche von Hessen und Rheinland-Pfalz die so genannten Tage der Industriekultur Rhein-Main statt, 2014 rückte die Veranstaltungsreihe an den Anfang der Ferien. Im darauf folgenden Jahr 2015 rückte die Veranstaltungsreihe in die Woche vor den Sommerferien, um so auch Schülergruppen besser ansprechen zu können. In jedem Jahr gibt es ein bestimmtes Fokusthema:
1. 2003 (24. August): Von Aschaffenburg bis Mainz – Fahrt mit der historischen Eisenbahn / Schiffstour auf dem Main / Radtouren durch die Region / Führungen und Besichtigungen; ca. 40 Veranstaltungen mit knapp 3000 Besuchern
2. 2004 (15. bis 18. Juli): ca. 60 Veranstaltungen mit knapp 3500 Besuchern
3. 2005 (14. bis 17. Juli): ca. 130 Veranstaltungen mit ca. 7000 Besuchern
4. 2006 (24. bis 27. August): Großer Bahnhof für die Route der Industriekultur Rhein-Main – Bahnhöfe: Tor zur Stadt, Tor zur Region
5. 2007 (16. bis 19. August): Nahrungsmittelindustrie – Essen und Trinken
6. 2008 (29. Juli bis 3. August): Energie (222 Veranstaltungen an 132 Orten)
7. 2009 (18. bis 23. August 2009): Flug-/Hafen
8. 2010 (10. bis 15. August 2010): Automatisierung – Mensch und Maschine
9. 2011 (2. bis 7. August 2011): Hier stimmt die Chemie!
10. 2012 (7. bis 12. August 2012): Unterwegs in die Zukunft!
11. 2013 (13. bis 18. August 2013): Arbeitswelten
12. 2014 (18. bis 27. Juli 2014): Gesundheit! Pumpen Pillen & Prothesen
13. 2015 (17. bis 26. Juli 2015): Gestaltung: Form Funktion Farbe
14. 2016 (13. bis 21. August 2016): Kleine Dinge – Große Wirkung
15. 2017 (5. bis 13. August 2017): Material
16. 2018 (28. Juli bis 5. August 2018): Europa – Verbindungen
17. 2019 (3. bis 11. August 2019): Baukultur
18. 2020 (9. bis 13. September 2020): Umwelt gestalten
19. 2021 (21. bis 29. August 2021): Vernetzen
20. 2022 (3. bis 11. September 2022): Zukunft(s)formen
21. 2023 (29. August bis 3. September 2023): Wasser

## Routenbeschreibung
Die Route besteht aus mehreren Teilrouten und ist bisher keine klassische Ferienstraße. Als gemeinsames verbindendes Element können die beiden namensgebenden Flüsse Rhein und Main genommen werden, an dem der Großteil der Teilnehmenden Städte liegt. Abseits der beiden Flüsse gibt es noch Teilrouten, die aber auch noch zur Rhein-Main-Region gehören.
Am Rhein gibt es Industriedenkmäler in Bingen, Ingelheim am Rhein und Mainz, den drei rheinland-pfälzischen Orten der Route. Mit Wiesbaden wechselt das Bundesland nach Hessen und der Fluss wechselt zum Main und es geht zur Mainspitze nach Bischofsheim und Ginsheim-Gustavsburg, vorbei an dem Streckenabschnitt Hessischer Unterer Main, der die Städte Hochheim am Main, Flörsheim am Main, Raunheim und Kelsterbach umfasst. Rüsselsheim am Main und Hattersheim haben wieder eine eigene Route, bevor es mehrere Strecken in Frankfurt gibt.
Hinter Offenbach und Hanau folgt der Abschnitt Hessischer Oberer Main mit Maintal, Mühlheim am Main, Hainburg, Großkrotzenburg, Seligenstadt und Mainhausen. Hier wird die Landesgrenze nach Bayern überschritten und es geht in Aschaffenburg über den Bayerischen Untermain nach Miltenberg weiter.
Abseits der Flüsse gibt es Routen in Bad Homburg, Bad Nauheim, Bad Vilbel, Darmstadt, Friedberg, Friedrichsdorf sowie im Main-Taunus-Kreis mit den Städten Hofheim am Taunus und Kelkheim, Eppstein und Kriftel.

## Gesellschafter und Lokale Routen
Die Gesellschafter sind hauptsächlich die an der Route liegenden Städte und Gemeindeverbände, zusammen mit dem Regionalverband FrankfurtRheinMain fand am 21. Dezember 2005 die Gründung statt. In der Zwischenzeit sind weitere Gesellschafter hinzugekommen.
| Stadt/Gemeinde            | Bundesland      | Landkreis | Beitritt      | Lokale Route                                                      |
| ------------------------- | --------------- | --------- | ------------- | ----------------------------------------------------------------- |
| Alzenau                   | Bayern          |           | 21. Dez. 2005 | bisher keine Route (Stand: 2012)                                  |
| Aschaffenburg             | Bayern          |           | 21. Dez. 2005 | Route der Industriekultur Rhein-Main Aschaffenburg                |
|                           | Bayern          |           | –             | Route der Industriekultur Rhein-Main Bayerischer Untermain        |
| Babenhausen (Hessen)      | Hessen          |           | 1. Jan. 2011  | bisher keine Route (Stand: 2012)                                  |
| Bad Homburg vor der Höhe  | Hessen          |           | 21. Dez. 2005 | Route der Industriekultur Rhein-Main Bad Homburg                  |
| Bad Vilbel                | Hessen          |           | 21. Dez. 2005 | Route der Industriekultur Rhein-Main Bad Vilbel                   |
| Bingen am Rhein           | Rheinland-Pfalz |           | 1. Juli 2008  | Route der Industriekultur Rhein-Main Bingen am Rhein              |
| Bischofsheim (Mainspitze) | Hessen          |           | 1. Jan. 2007  | Route der Industriekultur Rhein-Main Mainspitze                   |
| Brachttal                 | Hessen          |           | 1. Jan. 2014  | bisher keine Route (Stand: 2015)                                  |
| Büdingen                  | Hessen          |           | 1. Jan. 2014  | bisher keine Route (Stand: 2015)                                  |
| Darmstadt                 | Hessen          |           | 1. Jan. 2007  | Route der Industriekultur Rhein-Main Darmstadt                    |
| Dieburg                   | Hessen          |           | 1. Jan. 2009  | bisher keine Route (Stand: 2012)                                  |
| Dreieich                  | Hessen          |           | 1. Jan. 2007  | bisher keine Route (Stand: 2012)                                  |
| Eltville am Rhein         | Hessen          |           | 1. Jan. 2013  | bisher keine Route (Stand: 2015)                                  |
| Eschborn                  | Hessen          |           | 21. Dez. 2005 | bisher keine Route (Stand: 2012)                                  |
| Frankfurt am Main         | Hessen          |           | 21. Dez. 2005 | Route der Industriekultur Rhein-Main Frankfurt am Main            |
| Friedberg (Hessen)        | Hessen          |           | 21. Dez. 2005 | Route der Industriekultur Rhein-Main Friedberg                    |
| Friedrichsdorf            | Hessen          |           | 1. Juli 2008  | Route der Industriekultur Rhein-Main Friedrichsdorf               |
| Geisenheim                | Hessen          |           | 1. Jan. 2014  | bisher keine Route (Stand: 2015)                                  |
| Ginsheim-Gustavsburg      | Hessen          |           | 1. Juli 2008  | Route der Industriekultur Rhein-Main Mainspitze                   |
| Kreis Groß-Gerau          | Hessen          |           | 1. Juli 2008  | siehe Mainspitze, Rüsselsheim am Main und Hessischer Unterer Main |
| Großostheim               | Bayern          |           | 1. Jan. 2013  | bisher keine Route (Stand: 2015)                                  |
| Hanau                     | Hessen          |           | 21. Dez. 2005 | Route der Industriekultur Rhein-Main Hanau                        |
| Hattersheim am Main       | Hessen          |           | 21. Dez. 2005 | Route der Industriekultur Rhein-Main Hattersheim am Main          |
| Hochtaunuskreis           | Hessen          |           | 21. Dez. 2005 | bisher keine Route (Stand: 2012)                                  |
| Ingelheim am Rhein        | Rheinland-Pfalz |           | 1. Jan. 2014  | bisher keine Route (Stand: 2015)                                  |
| Kelsterbach               | Hessen          |           | 1. Jan. 2011  | Route der Industriekultur Rhein-Main Hessischer Unterer Main      |
| Kronberg im Taunus        | Hessen          |           | 1. Jan. 2014  | bisher keine Route (Stand: 2015)                                  |
| Langen (Hessen)           | Hessen          |           | 21. Dez. 2005 | bisher keine Route (Stand: 2012)                                  |
| Laubach                   | Hessen          |           | 1. Jan. 2016  | bisher keine Route (Stand: 2016)                                  |
| Main-Kinzig-Kreis         | Hessen          |           | 21. Dez. 2005 | bisher keine Route (Stand: 2012)                                  |
| Main-Taunus-Kreis         | Hessen          |           | 21. Dez. 2005 | Route der Industriekultur Rhein-Main Main-Taunus-Kreis            |
| Mainz                     | Rheinland-Pfalz |           | 21. Dez. 2005 | Route der Industriekultur Rhein-Main Mainz                        |
| Miltenberg                | Bayern          |           | 1. Jan. 2007  | Route der Industriekultur Rhein-Main Miltenberg                   |
| Niederdorfelden           | Hessen          |           | 21. Dez. 2005 | bisher keine Route (Stand: 2012)                                  |
| Offenbach am Main         | Hessen          |           | 21. Dez. 2005 | Route der Industriekultur Rhein-Main Offenbach am Main            |
| Landkreis Offenbach       | Hessen          |           | 21. Dez. 2005 | siehe Route der Industriekultur Rhein-Main Hessischer Oberer Main |
| Ortenberg                 | Hessen          |           | 1. Jan. 2015  | bisher keine Route (Stand: 2015)                                  |
| Raunheim                  | Hessen          |           | 1. Jan. 2014  | bisher keine Route (Stand: 2015)                                  |
| Rüsselsheim am Main       | Hessen          |           | 21. Dez. 2005 | Route der Industriekultur Rhein-Main Rüsselsheim                  |
| Seligenstadt              | Hessen          |           | 1. Jan. 2007  | siehe Route der Industriekultur Rhein-Main Hessischer Oberer Main |
| Wetteraukreis             | Hessen          |           | 21. Dez. 2005 | bisher keine Route (Stand: 2012)                                  |
| Wiesbaden                 | Hessen          |           | –             | Route der Industriekultur Rhein-Main Wiesbaden                    |
| Wölfersheim               | Hessen          |           | 1. Jan. 2013  | bisher keine Route (Stand: 2015)                                  |

## Filme
- Bilderbuch Deutschland: Zwischen Gestern und Morgen. Die Route der Industriekultur Rhein-Main. Dokumentation, 43 Min., ein Film von Günter Pütz, Produktion: hr, Erstsendung: Sonntag, 8. August 2004 (Inhaltsangabe (Seite nicht mehr abrufbar. Suche in Webarchiven) des hr)
bestellbar unter: Günter Pütz: Bilderbuch Deutschland: Die Route der Industriekultur Rhein-Main, 2004, ISBN 3-89844-125-3 (VHS-Videokassette des hr)